# Fotino di Sirmio
Fotino di Sirmio, in latino Photinus (Galazia, 300 circa – Galazia, 376), è stato un vescovo eretico romano del IV secolo.

## Biografia
Fu vescovo di Sirmio (città della Pannonia, residenza dell'imperatore Costanzo II). Secondo le testimonianze dello storico Socrate Scolastico, Fotino fu diacono ed allievo di Marcello, metropolita di Ancira e galata di nascita anch'egli. I due si contrapposero all'eresia degli ariani con un loro corpus di dottrine trinitarie altrettanto eterodosse. Fotino finì dunque per essere considerato doppiamente eretico: fu infatti condannato sia dagli ariani nel 344 dal sinodo ariano di Antiochia, sia dal cristianesimo romano, che lo riconobbe colpevole nei due sinodi di Milano (345 e 347, anche se questo secondo sinodo non condannò Fotino a causa del suo forte carisma popolare) e nel sinodo di Sirmio del 351, in cui Fotino fu deposto con la duplice accusa di sabellianismo e adozionismo. La condanna definitiva fu emessa dal concilio di Costantinopoli del 381 e sancita da papa Damaso I nel 382.
In seguito a questi fatti, Fotino perse la sede episcopale. Sembra, tuttavia, che vi ritornò durante il breve regno di Giuliano (361-363), per poi essere bandito nuovamente da Valentiniano I nel 364.

## Fotinianesimo
Prima di menzionare l'eterodossa formulazione trinitaria di Fotino, è necessario inquadrarla negli insegnamenti del suo maestro Marcello di Ancira. Egli sosteneva:
- che Gesù, nato miracolosamente da Maria e dallo Spirito Santo come uomo, era stato adottato da Dio per le sue eccezionali qualità;
- che non vi fosse reale distinzione delle Persone della Trinità, in quanto il Verbo divino era soltanto una parte della sostanza divina (Marcello chiamava Dio con l'appellativo di logopatora, approssimativamente traducibile come Verbopadre).

È necessario puntualizzare in via preliminare che le dottrine di Fotino non emergono con chiarezza dalle testimonianze. Si procede sulla base della testimonianza di Socrate Scolastico, che identifica il credo di Fotino con quello di Sabellio di Libia e Paolo di Samosata.
Fotino, a differenza di Marcello, riconosceva che all'interno della Trinità vi fosse almeno una persona distinta dalle altre: quella del Padre. Per quanto riguarda il Figlio e lo Spirito Santo:
- egli definiva come Logos la parte della sostanza del Padre rimasta latente fino all'incarnazione. Solo dopo il Logos sarebbe diventato autenticamente Figlio;
- lo Spirito Santo, secondo gli insegnamenti eretici di Fotino, sarebbe parte della sostanza del Padre rimasta latente (prima dell'Incarnazione, presumibilmente). In effetti la sostanza del Padre, sempre secondo Fotino, poteva espandersi o contrarsi e quindi mutare; questa espansione avrebbe formato il Figlio e lo Spirito Santo.

Questa formulazione eretica della Trinità prese il nome di fotinianismo o fotinianesimo. Al tempo di Agostino d'Ippona, cioè qualche decennio dopo la morte di Fotino, era chiamato fotiniano chiunque credesse che Gesù fosse un semplice uomo.

## Fotino nella letteratura
Una nota per i lettori. Il Fotino citato da Dante Alighieri nella Divina Commedia, benché non direttamente, non è Fotino di Sirmio, ma Fotino di Tessalonica, di cui il Vate fa menzione parlando di papa Anastasio II (che lo aveva ben accolto),  relegato fra gli epicurei. Al retaggio degli insegnamenti di Fotino su Anastasio il poeta allude come origine dell'accordo surrettizio fra il papa e gli eretici monofisiti: nei versi citati, Fotin è soggetto di trasse, mentre lo qual, cioè appunto Anastasio, è complemento oggetto.
che dicea: ‘Anastasio papa guardo, 

lo qual trasse Fotin de la via dritta'.»
(Dante Alighieri, Inferno, xi.7-9)